# Jakow Moissejewitsch Guminer

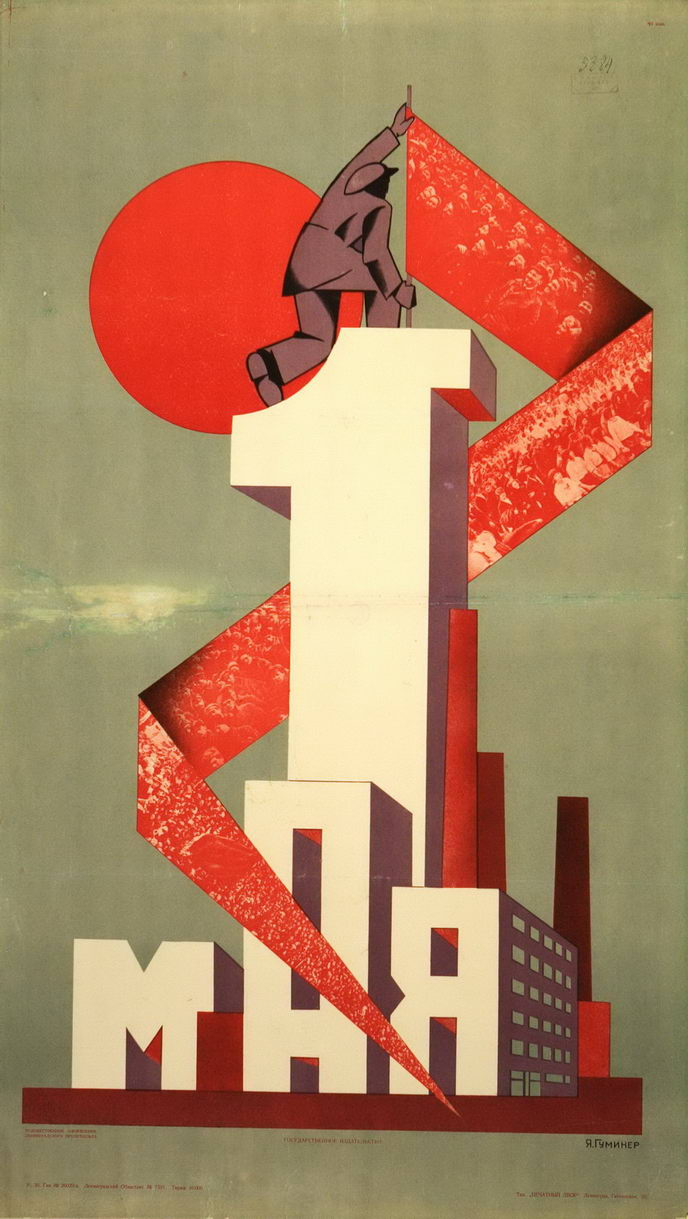
Poster für den 1. Mai

Jakow Moissejewitsch Guminer (* 1896 in Minsk; † 1942 in Leningrad) war ein sowjetischer Maler und Grafiker.

## Leben

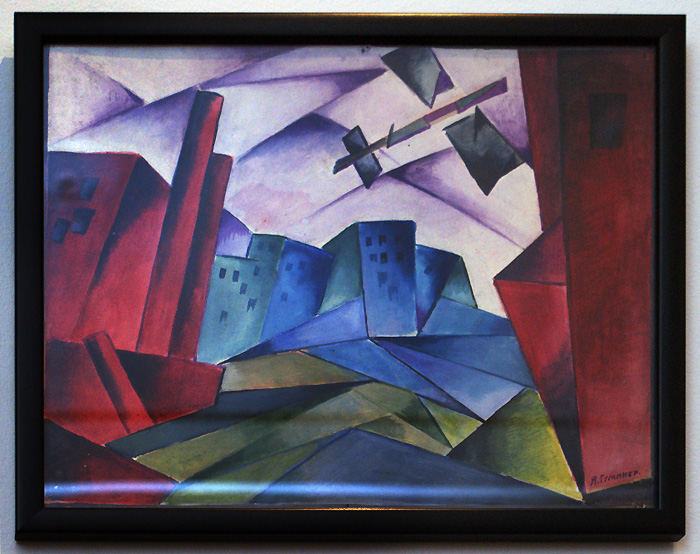
Landschaftsgemälde für das Projekt Die Idee der Arbeit

Guminer studierte ab 1915 an der Zeichenschule der Gesellschaft zur Förderung der Künste in Petrograd (später Leningrad, heute Sankt Petersburg). 1922/23 gehörte er der Vereinigung neuer Kunstströmungen an und war von 1922 bis 1932 Mitglied des Studio für bildende Kunst des Proletkult (später Kollektiv IZO). Guminer war beteiligt an der Ausgestaltung von Revolutionsfeiern, entwarf Bühnenbilder für das Proletkult-Schautheater in Petrograd und Plakate. Außerdem gestaltete er Bücher. Daneben arbeitete er als freier Künstler und malte Porträts, Stillleben und Figürliches. Bis 1929 lehrte er als Professor am WChUTEIN in Leningrad.
Guminer verhungerte 1942 während der Leningrader Blockade.

## Ausstellungen
- 2017: Искусство в жизнь. 1918–1925, Russisches Museum, St. Petersburg[2]
- 2017/18: The paper Revolution: sowjetisches Grafikdesign der 1920er und 1930er Jahre, ADAM – Brussels Design Museum,[3] Bröhan-Museum[4]